# Всесвітній день поріднених міст
Всесві́тній день порі́днених міст відзначається кожної останньої неділі квітня.
Рух міст-побратимів стихійно виник у роки Другої світової війни. Після війни, 1957 року, у Франції на спеціальному засновницькому конгресі було створено Всесвітню федерацію поріднених міст. Головною метою цього руху проголошувалося налагодження дружніх зв’язків незалежно від розходжень суспільно-політичних систем. А 1963 року було ухвалено кожну останню неділю квітня відзначати як Всесвітній день поріднених міст.
Всесвітня федерація поріднених міст сьогодні нараховує понад 3,5 тисячі досить великих населених пунктів, які є її членами.
Мають своїх побратимів і чимало українських міст. А навколо великих міст навіть утворюються великі сімейста побратимів. Так, Одеса сьогодні має 24 міста-побратими практично в усіх частинах світу. Це (за абеткою): Балтимор, Валенсія, Ванкувер, Варна, Генуя, Єреван, Йокогама, Калькутта, Кишинів, Констанца, Ліверпуль, Лодзь, Марсель, Нікосія, Олександрія, Оулу, Пірей, Регенсбург, Сегед, Спліт, Стамбул, Триполі, Хайфа, Ціндао. Першим містом-побратимом Одеси 1957 року став Оулу (Фінляндія), останнім — турецький Стамбул, договір про побратимство з яким укладено 1997 року.

## Електронні джерела
- Шевчук Наталя. Завтра – День міст-побратимів // Одеські вісті. — 2006. — 29 квітня.